# サマータイムラブ
「サマータイムラブ」は、Shiggy Jr.の1枚目のシングル。2015年6月24日にUNIVERSAL SIGMA（Universal Music）から発売された。初回限定盤にはミュージック・ビデオ等を収録したDVDが同梱。

## 概要
Shiggy Jr.のメジャーデビューシングルで、ハウステンボスの「水と冒険の王国」CMソングに起用された。メジャーデビュー記念として、発売日の6月24日限定でバンドルがiTunesにて500円で配信された。
原田茂幸は「いいものを作んないとダメだし、中途半端なものは世に出せないっていうプレッシャーはある。メジャーの1stなんで、"これがShiggy Jr.ですよ"みたいな気持ちで作った」。森夏彦は「バンドに加入してから諸石（和馬）とのレコーディングはこの曲が初めてだった。だから下手なものは出せないと思って、二人でスタジオに入って練習した。自分で作ったベースのフレーズが難しく、すごく練習した」。

## 収録曲
全作詞・作曲：原田茂幸 / 編曲：Shiggy Jr., 釣俊輔
1. サマータイムラブ [4:15]
2. keep on raining [4:23]
3. サマータイムラブ (□□□remix) [4:16]
  - □□□によるリミックス。
4. サマータイムラブ (instrumental) [4:15]
5. keep on raining (instrumental) [4:23]

### DVD
- 初回限定盤のみ。

1. サマータイムラブ (music video)
2. サマータイムラブ (making of music video & photo session)

## タイアップ
サマータイムラブ
- ハウステンボス「水と冒険の王国」CMソング
- テレビ朝日系「musicるTV」2015年6月度オープニングテーマ
- フジテレビ系「ミューサタ」2015年6月度エンディングテーマ
- ABC朝日放送「教えて!ニュースライブ 正義のミカタ」2015年6月度エンディングテーマ

サマータイムラブ (instrumental)
- 九州朝日放送「土曜もアサデス。」テーマソング